# 宮尾嶽雄
宮尾 嶽雄（みやお たけお、1932年10月1日 - 2016年）は、日本の哺乳類学者。元愛知学院大学教授。
東京生まれ、長野県出身。信州大学教育学部松本分校卒業。在学中、昆虫学者清水三雄の指導を受けるが、医学部解剖学教室に入局するにあたり、哺乳類の解剖を研究テーマとする。信州大学医学部第二解剖学教室助手、教授を経て、愛知学院大学教授。1968年、信州大学医学博士。論文の題は 「食性の身体諸器官発育および構造におよぼす影響 : 長野県産ネズミ類の種的特徴とその評価」。
日本各地における小型哺乳類の分布や生態に関する基礎研究を固めた。また、日本哺乳類学会の前身である日本哺乳動物学会の評議員や大会長を務めるなど、日本の哺乳類学の確立に貢献した。

## 著書
- 清水三雄,宮尾嶽雄『蝶の生活　卵から成虫まで』明文堂、1959年
- 宮尾嶽雄『動物生態学入門　動物共同体の基本的構造』地域文化研究所、1970年
- 宮尾嶽雄編『日本哺乳類雑記』信州哺乳類研究会（松本市）、1972年
- 宮尾嶽雄,柘植達雄『中信高原の開発・破壊の実態ならびに哺乳動物相』信州哺乳類研究会（松本市）、1974年
- 宮尾嶽雄『山の動物たちはいま』藤森書店（東京）、1977年
- 宮尾嶽雄『信州の自然誌シリーズ ツキノワグマ 追われる森の住人』信濃毎日新聞社（長野市）、1989年

## 論文
- 国立情報学研究所収録論文 国立情報学研究所
- 宮尾嶽雄 (1952), “ジャコウアゲハ幼虫の食痕について”, 新昆虫 (東京: 北隆館) 5 (8 18-19), ISSN 05830524
- 宮尾嶽雄 (1956), “ハコネサンショウウオのAllometric Growth”, 医学と生物学 (緒方医学化学研究所医学生物学速報会) 41 (5 ????), ISSN 00191604
- 宮尾嶽雄; 北沢徹郎; 両角源美 (1960), “ネズミ類における腸の長さの比率”, 動物学雑誌 (東京: 動物学会) 69 (5 171-176)
- 宮尾嶽雄; 両角徹郎; 両角源美; 花村肇; 佐藤信吉;赤羽啓栄;酒井秋男 (1963), “本州八ケ岳のネズミおよび食虫類 : 第1報 亜高山森林帶のネズミおよび食虫類”, 動物学雑誌 (東京: 動物学会) 72 (5):  133-138
- SHIMIZU Mitsuo; MIYAO Takeo (1967), “A STUDY OF BATS : II. The Palatal Ridges of the Bat”, 信州大学教養部紀要. 第二部, 自然科学 (松本市: 信州大学教養部) 1:  1-25, ISSN 0583-0613
- 酒井琢朗; 花村肇; 宮尾嶽雄 (1969), “食虫目およびツパイの歯の比較形態学的研究(分類・生態・形態)”, 動物学雑誌 (東京: 動物学会) 78:  88

- 宮尾嶽雄; 両角徹郎; 両角源美; 花村肇; 佐藤信吉; 赤羽啓栄; 酒井秋男 (1963), “本州八ケ岳のネズミおよび食虫類 : 第2報 亜高山森林帶におけるヒメネズミおよびヤチネズミの性比, 体重組成および繁殖活動”, 動物学雑誌 (東京: 動物学会) 72 (7):  187-193
- 柳平坦徳; 酒井秋男; 樫村修生; 竹岡みち子; 内川公人; 宮尾獄雄; 本山十三生; 上田五雨 (1991), “日本各地のアカネズミ褐色脂肪組織量と生息外気温との関係”, 環境科学年報 13:  60-65
- 宮尾嶽雄 (1970), “北アルプス大滝山でミズラモグラ”, 哺乳動物学雑誌 (東京: 日本哺乳動物学会) 5 (1):  43, ISSN 05460670
- 宮尾嶽雄; 土田勝義 (1974), “長野県の観光開発と自然破壊 (開発と環境保全(特集))”, 公害研究 (東京: 岩波書店) 4 (2):  12-24, ISSN 03870030
- 鈴木茂忠; 宮尾嶽雄; 西沢寿晃; 志田義治; 高田靖司 (1975), “木曽駒ケ岳の哺乳動物に関する研究 -1-木曽駒ケ岳東斜面における小哺乳類の分布”, 信州大学農学部紀要 (伊那市: 信州大学農学部) 12 (2):  61-91, ISSN 05830621
- 鈴木茂忠; 宮尾嶽雄; 西沢寿晃; 志田義治; 高田靖司 (1976), “木曽駒ケ岳の哺乳動物に関する研究 -2-木曽駒ケ岳東斜面低山帯上部におけるホンドテンの秋季ならびに冬季の食性--特に糞の内容の分析を中心として”, 信州大学農学部紀要 (伊那市: 信州大学農学部) 13 (1):  21-42, ISSN 05830621
- 鈴木茂忠; 宮尾嶽雄; 西沢寿晃; 高田靖司 (1977), “木曽駒ケ岳の哺乳動物に関する研究 -3-木曽駒ケ岳東斜面低山帯上部および亜高山帯におけるホンドテンの食性”, 信州大学農学部紀要 (伊那市: 信州大学農学部) 14 (2):  147-177, ISSN 05830621
- 鈴木茂忠; 宮尾嶽雄; 西沢寿晃; 高田靖司 (1978), “木曽駒ケ岳の哺乳動物に関する研究 -4-木曽駒ケ岳東斜面低山帯上部におけるニホンカモシカの食性--採食痕の調査を中心に”, 信州大学農学部紀要 (伊那市: 信州大学農学部) 15 (1):  47-79, ISSN 05830621
- 鈴木茂忠; 宮尾嶽雄; 西沢寿晃; 高田靖司 (1979), “木曽駒ケ岳の哺乳動物に関する研究 -5-木曽駒ケ岳東斜面におけるミズラモグラ(Euroscaptor mizura)の生息確認について”, 信州大学農学部紀要 (伊那市: 信州大学農学部) 16 (1):  43-52, ISSN 05830621
- 原田正史; 浜田俊; 子安和弘; 宮尾嶽雄 (1983), “日本産アカネズミApodemus speciosusの分布境界について-予報-(遺伝学)”, 動物学雑誌 (東京: 動物学会) 92 (4):  630
- 宮尾嶽雄 (1985), “ニホンカモシカの分布と生活史 (カモシカ<特集>)”, 動物と自然 (東京: ニュー・サイエンス社) 15 (11):  2-7, ISSN 03864782
- 酒井英一; 植松康; 宮尾嶽雄 (1996), “アカネズミ, ヒメネズミ, スミスネズミにおける下顎骨および下顎歯の相対重”, 哺乳類科学 (京都: 日本哺乳類学会) 35 (2):  121-134, ISSN 0385437X
- 酒井英一; 植松康; 宮尾嶽雄 (1997), “離島の小哺乳類大臼歯の変異に関する研究5.隠岐諸島産ヒメネズミ(Apodemus argenteus)における大臼歯の大きさ”, 成長 (名古屋: 成長談話会) 36 (2):  51-63, ISSN 02877775